# Sputnik (agentura)
Sputnik je ruská zpravodajská agentura, internetový portál a rádiový rozhlas provozovaný ruskou státní tiskovou agenturou Rusko dnes. Byla založena jako následovník restrukturalizované stanice Hlas Ruska 10. listopadu 2014. Sputnik také provozoval českojazyčnou verzi Sputnik Česká republika.
Studie Masarykovy univerzity v roce 2016 zařadila Sputnik mezi hlavní zdroje ruské propagandy v ČR.
Podle české kontrarozvědky BIS patřil Sputnik vedle Russia Today mezi hlavní zdroje Ruskem rozšiřované státní propagandy v Česku, představující bezpečnostní hrozby pro Česko a Evropskou unii.
V únoru 2022, v souvislosti s vypuknutím války na Ukrajině, se česká verze se ocitla na seznamu webů zablokovaných na žádost armádního Národního centra kybernetických operací (NCKO). Internetový portál Seznam.cz zablokoval ve výsledcích vyhledávání odkazy na web. Sociální síť Facebook znepřístupnila stránky Sputniku v Česku a v celé Evropské unii. Také YouTube zablokoval oficiální video kanál Sputniku.